# Гимнастика на летних юношеских Олимпийских играх 2014
Соревнования по художественной и спортивной гимнастике на летних юношеских Олимпийских играх 2014 года прошли с 17 по 27 августа 2014 года в Нанкинском Олимпийском спортивном центре. Всего в было разыграно 14 комплектов медалей. В спортивной гимнастике 12 комплектов, а в художественной гимнастике 2 комплекта медалей.

## Расписание
Время местное (UTC+8:00)
| Дата       | Время | Раунд                                                                             |
| ---------- | ----- | --------------------------------------------------------------------------------- |
| 17 августа | 13:30 | Квалификация, мужчины, многоборье по спортивной гимнастике Квалификация 1 волна   |
| 17 августа | 19:00 | Квалификация, мужчины, многоборье по спортивной гимнастике Квалификация 2 волна   |
| 18 августа | 11:00 | Квалификация, женщины, многоборье по спортивной гимнастике Квалификация 1 волна   |
| 18 августа | 14:30 | Квалификация, женщины, многоборье по спортивной гимнастике Квалификация 2 волна   |
| 18 августа | 19:00 | Квалификация, женщины, многоборье по спортивной гимнастике Квалификация 3 волна   |
| 19 августа | 19:00 | Финал, мужчины, многоборье по спортивной гимнастике                               |
| 20 августа | 19:00 | Финал, женщины, многоборье по спортивной гимнастике                               |
| 21 августа | 13:30 | Финал, женщины по прыжкам на батуте                                               |
| 22 августа | 13:40 | Финал, мужчины, по прыжкам на батуте                                              |
| 23 августа | 15:00 | Финал, мужчины, вольные упражнения.                                               |
| 23 августа | 16:15 | Финал, мужчины, конь.                                                             |
| 23 августа | 16:15 | Финал, женщины, опорный прыжок.                                                   |
| 23 августа | 16:40 | Финал, женщины, разновысокие брусья.                                              |
| 23 августа | 17:05 | Финал, мужчины, кольца.                                                           |
| 24 августа | 15:00 | Финал, мужчины, опорный прыжок.                                                   |
| 24 августа | 15:25 | Финал, женщины, бревно.                                                           |
| 24 августа | 16:15 | Финал, мужчины, параллельные брусья.                                              |
| 24 августа | 16:40 | Финал, женщины, вольные упражнения.                                               |
| 24 августа | 17:10 | Финал, мужчины, перекладина.                                                      |
| 26 августа | 11:00 | Квалификация, обруч, мяч, индивидуальное многоборье, художественная гимнастика    |
| 26 августа | 14:30 | Квалификация, булавы, лента, индивидуальное многоборье, художественная гимнастика |
| 26 августа | 19:00 | Квалификация, групповое многоборье, художественная гимнастика                     |
| 27 августа | 13:30 | Финал, индивидуальное многоборье, художественная гимнастика                       |
| 27 августа | 19:00 | финал, групповое многоборье, художественная гимнастика                            |